# Milan (Nowy Meksyk)
Milan – wieś w Stanach Zjednoczonych, w stanie Nowy Meksyk, w hrabstwie Cibola.